# Pijtsijoki (stacja kolejowa)
Pijtsijoki (ros. Пийтсиёки, krl. Piičjogi, fiń. Piitsjoki) – stacja kolejowa w miejscowości Pijtsijoki, w rejonie suojarwskim, w Karelii, w Rosji. Położona jest na linii Chijtoła – Suojarwi.
Stacja powstała w okresie międzywojennym, gdy tereny te należały do Finlandii.

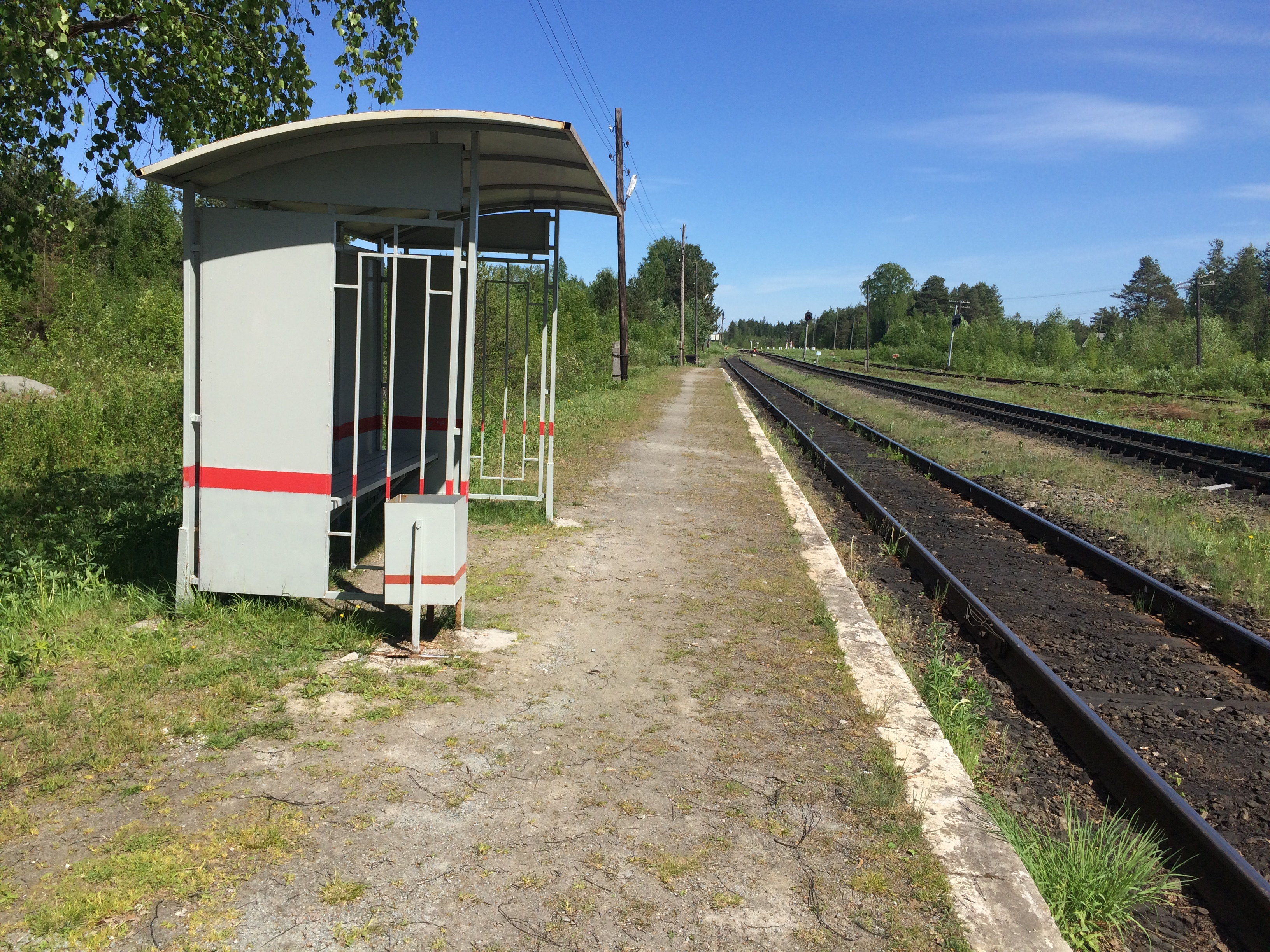
widok w stronę Suojarwi